# 柯爾特警探特裝型轉輪手槍
警探特裝型（Detective Special）是柯特製造公司所生產過的一種碳素鋼製雙動式轉輪手槍。它普遍的被槍械愛好者歸類為一種短槍管轉輪手槍。正如其名，警探特裝型是專門為便衣警探而設計的，好讓他們擁有一種方便隱蔽攜帶的配槍。
該槍於1927年推出，並是世界上最早使用外擺式彈巢設計的短管轉輪手槍之一。它被設計為可發射各種大威力子彈，如：.38特種彈。在當時可算是一種火力強大的袖袗型轉輪手槍。
由於轉輪手槍的銷售量下降，以及柯爾特公司在破產後改為集中生產軍用武器，警探特裝型最終於1995年停產。

## 設計特點
警探特裝型是以柯爾特正警察特裝型為基礎而設計，並保留了其D型底把和6發載彈量，但縮短了槍管長度和簡化了部份設計。它有著比起柯爾特警察制式型和史密斯威森10型更小的底把，但與史密斯威森的5發J型底把轉輪手槍相比的話則稍大。
直至1995年停產前，警探特裝型推出過四種版本  ，這分別為第一到第四代型號。第一代型號在1927年到1946年期間生產；第二代型號從1947年到1972年間生產； 第三代型號從1973年到1986年間生產；而第四代型號從1993年到1995年間生產。這些型號不論在外型上和設計上都有著不少不同的地方。其中第一代型號與後期型號相比，它們有著更窄小的底把，握把和扳機護環後方之間的間隙也較小。其他特點還包括一根較短的退殼桿、 擊鎚頂部和彈巢閂門均刻有格紋、一個半月型前準星、以及在底把右邊有一根重疊的螺絲和鎖銷組件，握把護片為木製品。第四代型號則更換了塑料握把。

## 口徑與版本

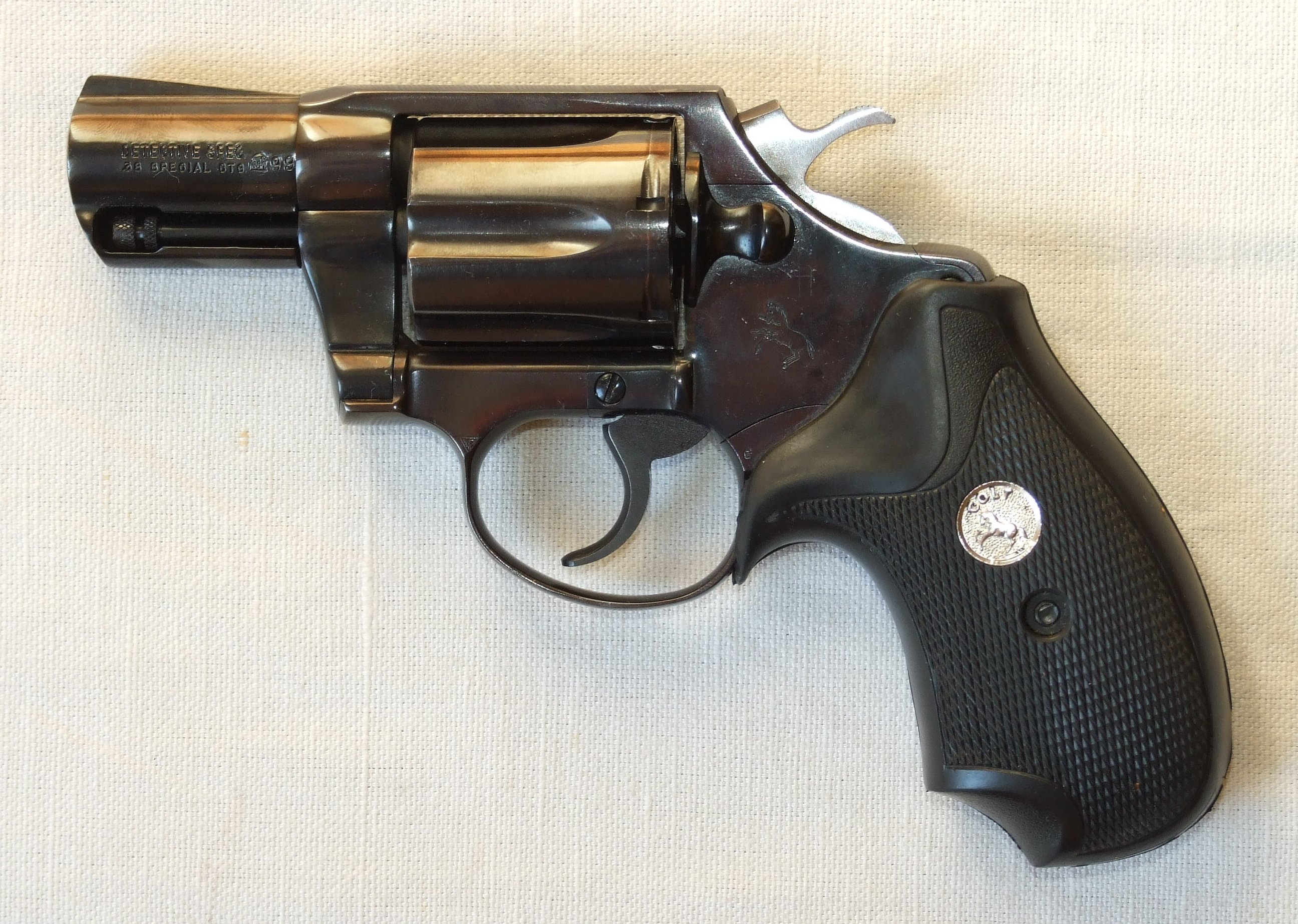
一把第四代警探特裝型

警探特裝型最初具有烤藍鋼和鍍鎳兩種版本，後來在第四代型號中以不銹鋼版本取代了鍍鎳版本。第二代型號提供的口徑包括：.32 New Police、.38 New Police和.38特種彈三種，其他型號只提供.38特種彈的版本。標準槍管長度為兩寸，然而第二和第三代型號也曾提供過一種較少見的三寸槍管型 。

## 採用
由於設計緊湊易於隱蔽攜帶，警探特裝型普遍的被便衣警探所使用，而且它也被不少休班警員選作配槍，以及被一些制服警察用作備用槍械 。該槍還被一些保安部隊和平民用作自衛武器。
警探特裝型曾獲多國軍隊、警察部門和執法機關所採用，但在半自動手槍逐漸普及以後，該槍便顯得過時和火力不足。儘管如此，至今緬甸和一些國家的警隊仍然有裝備該槍。

## 採用歷史及替代品
警探特裝型曾在警察預備隊及期後成立的日本自衛隊中以“9.65毫米手槍”的名義服役，並與被命名為“11.4毫米手槍”的M1911手槍一起使用，直到在1980年代被美蓓亞P9手槍（日本授權生產的SIG P220）所取代。一些警察單位亦有少量採用， 包括：東京警視廳  。
警探特裝型曾是香港警務處刑事部的制式手槍，在採用多年後開始被SIG P250DCc所取代。廉政公署亦曾裝備。
法國海關也曾是警探特裝型的用戶，這些手槍於1975到1988年期間服役，後來被史密斯威森的轉輪手槍所取代。

## 使用者
- 法國
  - 法國海關（已退役）
- ／ 香港
  - 皇家香港警察／香港警務處（已被SIG P250DCc手槍所取代）
    - 毒品調查科
    - 有組織罪案及三合會調查科
    - 刑事情報科
    - 商業罪案調查科

  - 廉政公署（已被SIG P228手槍所取代）
- 伊朗
- 日本
  - 警察預備隊（已退役）
  - 日本自衛隊（在1980年代被美蓓亞P9手槍所取代）
  - 日本警察廳（已退役）
  - 警視廳（已被史密斯威森M360J所取代）
- 澳門
  - 司法警察局
- 緬甸
  - 緬甸警察部隊
- - 大韓民國陸軍（裝備軍官）
  - 大韓民國警察聽便衣刑警探員
- 美国
  - 多個地方警察機關
- 越南共和国

## 外部連結
- Internet Movie Firearms Database（英语：Internet Movie Firearms Database） listing for Colt Detective Special （页面存档备份，存于）
- The Colt Revolver in the American West—Cased Presentation Detective Special Model
- Vampire Hunter Engraved Detective Special
- Official Safety and Instruction Manual[永久] (.pdf)
- The Snubnose Files （页面存档备份，存于）
- Ballistics By The Inch tests including the Colt Detective Special. （页面存档备份，存于）